# Протопопов, Михаил Алексеевич (публицист)
Михаи́л Алексе́евич Протопо́пов (1848, Кострома — 3 [16] декабря 1915) — русский литературный критик, публицист-народник.

## Биография
Михаил Алексеевич Протопопов родился в 1848 году в Костроме. Он приходился внучатным племянником тобольскому архиепископу Афанасию Протопопову, отец его был чиновником г. Чухлома.
Юный Михаил получил образование в Москве, в Константиновском межевом институте и какое-то время был офицером-топографом. Его журнальные выступления начались довольно поздно, но зато первая же его работа «Литературная злоба дня» сразу обратила на себя внимание и была опубликована в Отечественных записках под псевдонимом Н. Морозов. Статья отличалась горячностью тона. Суть позиции автора состояла в том, что и художественная литература, и литературная критика в поступательном развитии должны были бы обращаться к исчерпывающему анализу социальных явлений. Взгляды критика сформировались под влиянием теоретических установок лидеров народничества Н. К. Михайловского и П. Л. Лаврова и в дальнейшем не претерпели существенных изменений. Протопопов оставался сотрудником журнала по отделу библиографии до его закрытия в 1884 году. В 1878 году Протопопов участвует в газете «Русская правда», в начале 80-х годов в «неблагонадёжных» журналах «Слово», «Устои», «Русское богатство» и «Дело». Его публицистические выступления получали поддержку в среде той части молодёжи, которую привлекала доктрина народничества. В 1884 году после закрытия «Отечественных записок» и «Дела» он был арестован наряду со многими другими радикальными журналистами и после шестимесячного заключения выслан на несколько лет под надзор полиции в Чухлому.
Перерыв в журнальной деятельности продолжался до 1888 года. Занятия публицистикой возобновились в Любани (Новгородская губерния), здесь Протопопов опубликовал статью «Забытый поэт» о творчестве Л. А. Мея в январском номере петербургского «Северного вестника», а с мая 1890 года он получил разрешение жить в Санкт-Петербурге. На протяжении 1890-х годов Михаил Алексеевич — деятельный сотрудник либерально-народнической Русской мысли, а в 1894—1896 гг. журнала «Русское богатство», Н. К. Михайловского. В начале 1900-х годов он публикуется также в «Журнале для всех».

## Критическая деятельность

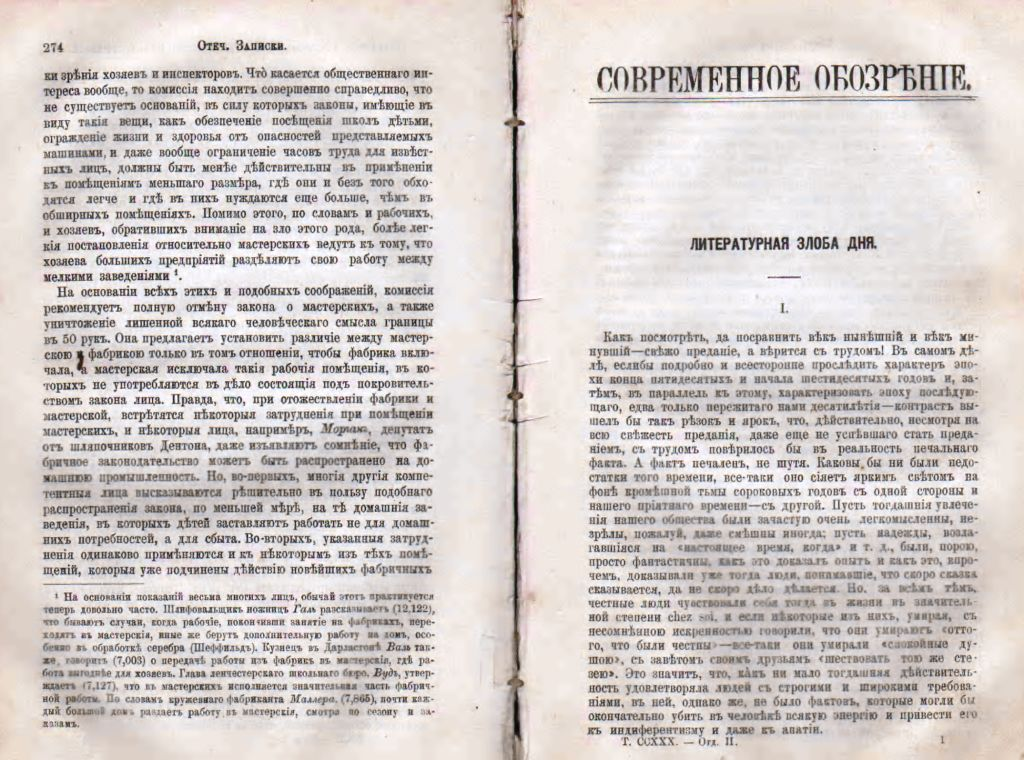
Литературный дебют в январе 1877 года, «Отечественные записки».

Критическая деятельность М. А. Протопопова была посвящена главным образом современной художественной литературе и публицистике. Но сугубо художественная сторона, литературная убедительность произведений ему не столь важны, сколь важен анализ нравственных и социальных явлений. М. А. Протопопов считал себя последовательным сторонником литературно-критических взглядов шестидесятников: Чернышевского, Добролюбова и Писарева. Теоретическая мысль Протопопова содержит в себе мало оригинального, его роль, роль сторонника и популяризатора идей народничества. В этом смысле некоторые положения Протопопова можно рассматривать как вульгаризацию идей шестидесятников. В качестве критика-народника М. А. Протопопов выступал сторонником идейного искусства. По его мысли, произведения социально-направленные должны занять место прежних, психологических произведений. Литературной критикой, заслуживающей признания, он считал критику публицистическую, и с её точки зрения литературное произведение — всего лишь подходящий случай для формулировки своих взглядов на жизнь и анализа её явлений критиком-социологом. А психология творчества, особенности писательского дарования и его художественные приёмы оставляли М. А. Протопопова равнодушным. Он демонстративно гнушался эстетической критики.

## В 1890-е годы
В девяностые годы критик борется с теми ортодоксальными народниками, кто продолжал находить непреходящую ценность и идеал общественного устройства в устоях патриархальной деревни. Наряду с другими либерально-народническими публицистами, он ожесточённо спорит с выступившим на общественную арену марксизмом, с символизмом и декадентством. Он не дифференцировал эти течения общественной мысли, а рассматривал их как звенья одной цепи. Его пафос устремлён на борьбу с толстовством. Всем этим темам посвящён цикл статей под общим названием «Письма о литературе», печатавшихся в «Русской мысли», а также несколько самостоятельных статей. Особый цикл представляют собой также работы, написанные о писателях-народниках. Его позитивная программа исчерпывалась требованием просвещения народа в качестве универсальной панацеи от всех бед: 

«Чему учить народ? Учите его тому, что хорошо знаете и чему придаете цену сами. Сельский хозяин пусть учит агрономии, учитель — грамоте, священник — религии, техник — техническим наукам и ремеслам, писатель — элементарным основам науки и государственности».
Постепенно он отходит от обсуждения вопросов современной жизни и заканчивает свою публицистическую деятельность за 12 лет до своей смерти, издав в 1902 году свой заключительный сборник критических статей. Как писал о нём современник, имея в виду период расцвета его деятельности:

Его статьям придает интерес талантливость изложения, достигающая настоящего блеска в статьях насмешливых. У М. А. Протопопова замечательный юмор, чуждый вульгарности и изящный. Статьи и библиографические заметки, где он кого-нибудь вышучивает, принадлежат к лучшим образчикам тонко-литературного остроумия. — С. А. Венгеров Энциклопедический словарь Брокгауза и Ефрона.
В вину М. А. Протопопову ставили крайнюю полемическую категоричность характеристик и субъективность приговоров, но это был тот недостаток, который являлся следствием самой манеры, особенность которой отметил Венгеров, и который был общим и у других критиков той поры, в частности у Н. К. Михайловского, литературного соратника М. А. Протопопова. В последние годы публицист эволюционировал к либерализму. Венгеров также находит в заключительных литературно-критических статьях критика некоторые элементы мистицизма.

### Наиболее важные работы
- Литературная злоба дня. — Отечественные записки, 1877, январь;
- Характеристики современных деятелей. (М. Е. Салтыков). — Дело, 1883, май;
- Талантливый неудачник (Ф. М. Достоевский), Дело, 1884, март;
- Забытый поэт [Л. А. Мей]. — Северный вестник, 1888, январь;
- Глеб Успенский. — Русская мысль, 1890, август, сентябрь, ноябрь;
- Женское творчество (Н. Д. Хвощинская-Зайончковская). — Русская мысль, 1891, январь, февраль, апрель;
- Последовательный народник (Н. Н. Златовратский). — Русская мысль, 1891, май, июнь;
- Н. В. Шелгунов. — Русская мысль, 1891, июль;
- Психологический вопрос. По поводу последней повести Льва Толстого «Крейцерова соната». — Русская мысль, 1891, август;
- Объективный метод в литературной критике. Валериан Майков, «Критические опыты». — Русская мысль, 1891, октябрь;
- Гончаров. — Русская мысль, 1891, ноябрь;
- Больной талант. (Н. С. Лесков). — Русская мысль, 1891, декабрь;
- Ярмарка женского тщеславия (Мария Башкирцева). — Русская мысль, 1892, апрель;
- Жертва безвременья. Повести г. Антона Чехова. — Русская мысль, 1892, июнь;
- Народник-идеалист. (Н. Е. Каронин-Петропавловский). — Русская мысль, 1892, июль;
- Из истории нашей литературной критики. «Очерки гоголевского периода русской литературы». [Н. Г.Чернышевский] — Русская мысль, 1892, август, сентябрь;
- Памяти Кольцова. — Русская мысль, 1892, октябрь;
- Беллетрист-публицист. Романы и повести г. Боборыкина. — Русская мысль, 1892, ноябрь, декабрь;
- Умная книга. Критические статьи. («Современник», 1854—1861 гг.) [Н. Г.Чернышевский]. — Русская мысль, 1893, январь;
- Этика и эстетика. [Н. Г.Чернышевский]. — Русская мысль, 1893, апрель;
- Из истории нашей общественности. Записки и дневник (1826—1877) А. В. Никитенко, три тома. — Русская мысль, 1893, июнь, июль;
- Воинствующее народничество. (И.Каблиц, В.Воронцов). — Русская мысль, 1893, октябрь;
- Писарев. — Русское богатство, 1895, январь;
- По поводу одной книги. (Легенда о Великом Инквизиторе Ф. М. Достоевского. Опыт критического комментария В. Розанова). — Русское богатство, 1895, март;
- Удобная мораль. (Л. Н. Толстой). — Русское богатство, 1895, апрель;
- Писатель-оптимист. (П. В. Засодимский). — Русское богатство, 1895, сентябрь;
- Критик-декадент. А. Л. Волынский. — Русская мысль, 1896, март;
- Добролюбов. — Русская мысль, 1896, декабрь;
- Бодрый талант. (И. Н. Потапенко). — Русская мысль, 1898, сентябрь;
- Публицист-идиллик. (М. О. Меньшиков). — Русская мысль, 1898, ноябрь;
- Поэты переходного времени (С. Я. Надсон, П. Ф. Якубович). — Русская мысль, 1899, январь;
- Писатель-головотяп. В. В. Розанов, «Религия и культура», «Сумерки просвещения», «Литературные очерки». — Русская мысль, 1899, август;
- Сатирик-анекдотист. (С. Н. Терпигорев-Атава). — Русская мысль, 1899, ноябрь, декабрь;
- Беллетристы новейшей формации. (М. Горький, Тан-Богораз, В.Вересаев). — Русская мысль, 1900, апрель;
- Не от мира сего. «Воскресение». Роман в трёх частях. Графа Л. Н. Толстого. — Русская мысль, 1900, июнь;
- Николай Николаевич Златовратский. — Журнал для всех, 1903, ноябрь;